# Clarissa Scott Delany
Clarissa Scott Delany (ur. 1901, zm. 1927) – poetka amerykańska.

## Życiorys
Clarissa Scott Delany urodziła się jako Clarissa Mae Scott w miejscowości Tuskegee w stanie Alabama. Jej ojciec, Emmet Jay Scott, był sekretarzem Bookera T. Washingtona. Po spędzeniu dzieciństwa w Alabamie, została wysłana do Nowej Anglii na naukę. Uczyła się w  Bradford Academy, a następnie w Wellesley College. Była członkinią stowarzyszenia Delta Sigma Theta. Edukację zakończyła w 1923. Brała udział w posiedzeniach Literary Guild w Bostonie. Po ukończeniu studiów udała się do Europy. Wrażenia z podróży po Niemczech zawarła w artykule A Golden Afternoon in Germany (1925). Po powrocie do Ameryki przeprowadziła się do Waszyngtonu, gdzie pracowała jako nauczycielka w Dunbar High School. Nie odnajdywała jednak w sobie powołania do wykonywania tego zawodu. Napisała, że: Three years of teaching at the Dunbar High School of Washington, D.C. convinced me that though the children were interesting, teaching was not my metier. Poświęciła się pracy społecznej i twórczości pisarskiej. Publikowała w piśmie Opportunity. Byłą aktywną przedstawicielką Harlem Renaissance. W 1926 poślubiła prawnika Huberta T. Delany i przeniosła się z nim do Nowego Jorku. Pracowała w National Urban League i Woman’s City Club of New York. Zmarła wskutek choroby nerek wywołanej prawdopodobnie zakażenie streptokokami w wieku zaledwie 26 lat.

## Twórczość
Clarissa Scott Delany przeszła do historii jako autorka tylko czterech wierszy, Solace, The Mask, Joy i Interim. Oprócz tego napisała sztukę Dixie to Broadway. Przed śmiercią pracowała nad artykułem Study of Delinquent and Neglected Negro Children. Jej rodzina upamiętniła ją, zakładając YWCA Camp Clarissa Scott w Chesapeake Bay w 1931.